# Gutmann család

1904-ben adományozott bárói címer

A gelsei és beliscsei báró Gutmann család egy 19. században nemességet kapott, zsidó származású magyar család.

## Története
A családból a nagykanizsai születésű Gutmann Henrik kapta 1869-ben a nemességet gelsei előnevével együtt. Gutmann Henrik (1806–1890) 1836-ban alapította a család helyi vállalkozását, melynek keretében fa- és gabonakereskedéssel foglalkozott. Később a helyi izraelita hitközség elnöke lett. Gutmann Henrik és Strasser Nanette (1819–1878) asszony egyik lánya Vidor Sámuelné gelsei Gutmann Hedvig (1842–1921), Nagykanizsa közélete meghatározó személyisége a 19. század végén és a 20. század elején, elnöke volt a Kisdednevelő Egyesületnek, negyvenhárom éven át a Nagykanizsai Izraelita Jótékony Nőegyletnek, és társelnöke a honi ipart pártoló tulipán mozgalomnak; a koronás arany érdemkereszt tulajdonosa volt.
Gutmann Henrik (1806–1890) és Strasser Nanettének több fia volt: Gutmann Ödön, László, Vilmos és Aladár. Guttman Vilmos (1847–1921), nagykanizsai lakos, 1882. február 25.-én királyi tanácsosi címet szerzett, majd 1904. szeptember 16.-án, bárói rangot szerzett, valamint a "beliscsei" nemesi előnevet. A negyedik fiú, Vilmos vitte tovább a családi vállalkozást, komoly gyárrá fejlesztette a beliscsei famegmunkáló üzemet, a századfordulón 3000 alkalmazottja volt, de 1892-ben egyik alapítója és főrészvényese is lett a nagykanizsai sörgyárnak is. Vilmos halála után testvére, László, felszámolta a kanizsai vállalkozásokat. Báró Gutmann Vilmos (1847–1921), nagyiparos, és megyeri Krausz Rozália (1859-1932) egyik lánya beliscsei báró Gutmann Lilly Amália (1882–1954), akinek a férje báró dr. lomniczai Skerlecz Iván (1873–1951), jogász, Horvát-Szlavon-Dalmátország bánja, főrendiházi tag volt. Gutmann Vilmos báró és Krausz Rozália egy másik lánya báró Gutmann Lilly, akinek a férje
báró madarasi Madarassy-Beck Gyula (1873–1939) bankár, nagytőkés.

1869-ben adományozott köznemesi címer

A családból Vilmos unokái, az 1924-ben született báró Sándor, valamint az 1921-ben született fivére, báró Vilmos, "Gelseyre" változtatta vezetéknevét.